# Burstein-Moss-Effekt
Der Burstein-Moss-Effekt ist ein quantenmechanischer Effekt, der in entarteten Halbleitern auftritt. Er beschreibt, wie es bei Halbleitern mit sehr hoher Dotierung zu einer Vergrößerung der effektiven Bandlücke kommt, die sich bei der optischen Spektroskopie in einer Verschiebung der Absorptionskante als Funktion der Ladungsträgerdichte äußert, daher auch als Burstein-Moss-Verschiebung bezeichnet. Der Effekt wurde ursprünglich an Indiumantimonid (InSb) von Elias Burstein und Trevor S. Moss unabhängig voneinander beschrieben.

## Erklärung

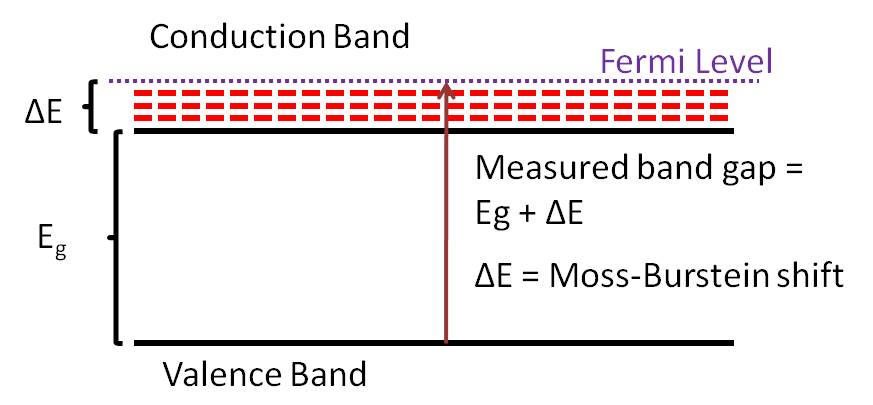
Bandmodelldarstellung eines entarteten Halbleiters, bei dem das Fermi-Niveau oberhalb der Leitungsbandkante liegt

Bei undotierten Halbleitern ist (am absoluten Nullpunkt) das mit Elektronen vollbesetzte Valenzband und das unbesetzte Leitungsband durch die Bandlücke energetisch getrennt. Das Einbringen von Fremdatomen schafft lokalisierte Energieniveaus innerhalb dieser Bandlücke, die nicht miteinander wechselwirken und als Zwischenniveau die elektrische Leitfähigkeit erhöhen, vgl. Störstellenleitung.
Der Burstein-Moss-Effekt basiert auf der Wechselwirkung von Donatorniveaus, das heißt, Störstellenniveaus, die oberhalb des Fermi-Niveaus nahe der Leitungsbandkante liegen. Ob sich beim Einbringen eines bestimmten Fremdelements Donator- oder Akzeptorniveaus ausbilden, ist abhängig vom betrachteten Halbleitermaterial.
Wie erwähnt bilden sich bei niedrigen Dotierungskonzentrationen zunächst nur lokalisierte Donatorniveaus. Durch Steigerung der Dotierungskonzentration nimmt die Anzahl der Donatorniveaus zu. Übersteigt sie eine kritische Dichte wechselwirken auch die Donatorniveaus miteinander und bilden Energiebänder (Störstellenbänder) innerhalb der ursprünglichen Bandlücke aus. Übersteigert man die Konzentration verschmelzen die Donatorbänder mit dem Leitungsband und Elektronen können nun ohne Energiesprünge zu überbrücken aus den Donatorniveaus in das Leitungsband wechseln. Die Fermi-Energie liegt nun nicht mehr innerhalb der Bandlücke, sondern im Bereich des Leitungsbands. Der Halbleiter wird als entartet bezeichnet und weist nun eine ähnlich hohe elektrische Leitfähigkeit wie Metalle auf.
Da das Fermi-Niveau zu Energien größer der ursprünglichen Leitungsbandkante verschoben ist und unterhalb des Fermi-Niveaus alle Energieniveaus durch Elektronen besetzt sind, müssen höheren Energie aufgewendet werden, um Elektronen aus dem Valenzband in das Leitungsband anzuregen. Bei der Absorptionsspektroskopie zeigt sich dies durch eine Verschiebung der Absorptionskante hin zu höheren Energien (Bandabstandsenergie + Burstein-Moss-Verschiebung), das heißt hin zu kürzeren Wellenlängen.
Dem Effekt der Bandlückenaufweitung steht ein anderer Effekt entgegen. Bei hohen Ladungsträgerkonzentrationen treten Vielteilcheneffekte auf, das heißt, Effekte die nur durch Wechselwirkungen mehrerer Teilchen zustande kommen. Elektron-Elektron- und Elektron-Donator-Wechselwirkungen führen hier zu Änderungen der Bandstruktur, die sogenannte Bandrenormierung. Dabei kommt es zu einer Absenkung der Leitungsbandkante und einer Erhöhung der Valenzbandkante. Diese Verbiegung verringert die Bandlückenenergie und kann dazu führen, dass der Burstein-Moss-Effekt nicht beobachtet werden kann.